# Hamburg Sea Devils (ELF)

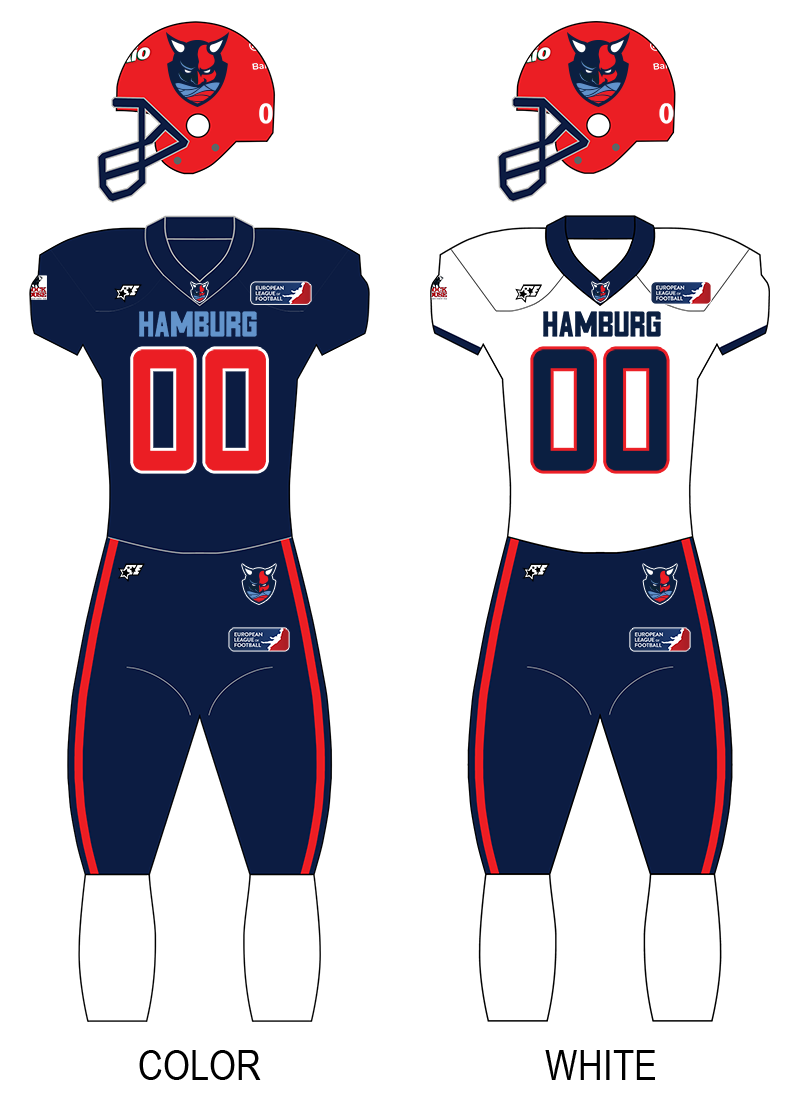
Stroje klubowe

Hamburg Sea Devils – niemiecki klub futbolu amerykańskiego z Hamburga. Założony został w 2021 roku, gra w European League of Football.  Nazwa zespołu była już używana od 2005 do 2007 roku przez Hamburg Sea Devils w NFL Europa. Może być używana przez obecną drużynę po zatwierdzeniu przez NFL.

## Sukcesy
- Wicemistrz ELF – 2021, 2022